# Wiktor Tylski
Wiktor Tylski (ur. 1799 w Żychlinie, zm. po 1854) – porucznik-podchorąży 6 Pułku Piechoty Liniowej w Szkole Podchorążych w 1830, członek Sprzysiężenia Wysockiego, oficer powstania listopadowego, ppor. od 9 grudnia 1830 odznaczony Złotym Krzyżem Orderu Virtuti Militari 8 czerwca 1831 po bitwie pod Ostrołęką, 13 czerwca 1831 awansowany na porucznika.

## Życiorys
Syn Józefa i Marianny, najmłodszy z sześciorga rodzeństwa: Jozafata (ur. 1790), Katarzyna (ur. 1791, zm. 1791), Monika (ur. 1794, zm. 1794), Jan (ur. 1792), Piotr (ur. 1797, zm. 1797).
29 listopada 1830 w Noc Listopadową odpowiedzialny z drugim podchorążym, nie wymienionym z nazwiska, za podpalenie browaru Weissa na Solcu przy ulicy Czerniakowskiej nr hipoteczny – nr taryfy 3001 (w obecnej numeracji nr 189 52°13′29,212″N 21°02′30,595″E/52,224781 21,041832), którego pożar miał być jednym z sygnałów do wybuchu powstania listopadowego, następnie – według niektórych relacji – wziął udział w ataku na Belweder.
Po upadku powstania listopadowego obciążony przez władze zaborcze o zabójstwo gen. Ignacego Blumera 29 listopada 1830 pod Arsenałem. W rzeczywistości, co ustalono w wyniku śledztwa, gen. Blumer otrzymał trzy rany zadane przez żołnierzy 5 Pułku Piechoty Liniowej: dwie od bagnetów oraz jeden postrzał z karabinu feldfebla Jakuba Grabowskiego.
Ciążył na nim wydany zaocznie wyrok przez sąd rosyjski - kara śmierci za udział w powstaniu listopadowym.
Przebywał na emigracji, jeden z założycieli Towarzystwa Demokratycznego Polskiego.
We Francji przebywał w 1832 w Lunel, w 1834 w Gaillac, gdzie podpisał petycję przeciwko Adamowi Czartoryskiemu, w 1837/8 zarejestrowano go na liście emigrantów przebywających w Gaillac. W 1854 podpisał się pod listem popierającym Adama Czartoryskiego jako jeden z emigrantów z Awinion.

## Pożar browaru na Solcu – w kulturze
Artystyczną wizję pożaru browaru na Solcu podpalonego przez pchor. Wiktora Tylskiego przedstawiają obrazy Wojciecha Kossaka Noc listopadowa (1898) i Starcie belwederczyków z kirasjerami rosyjskimi na moście w Łazienkach. W obu obrazach scena potyczki belwederczyków z rosyjskimi kirasjerami jest rozświetlona w tle łuną pożaru – pożaru browaru na Solcu, który miał być sygnałem do wybuchu powstania.

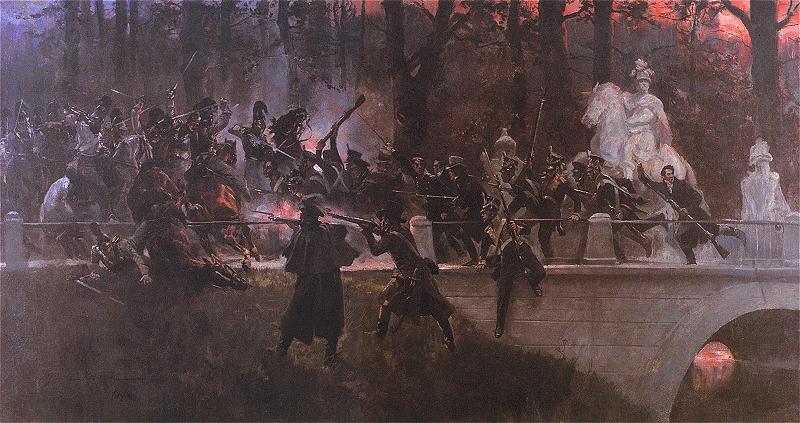
Wojciech Kossak, Noc Listopadowa, 1898
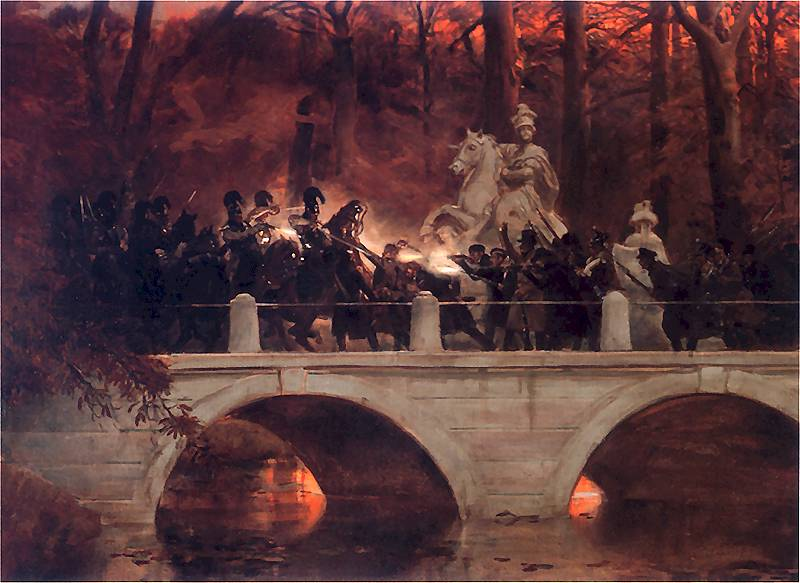
Wojciech Kossak, Starcie belwederczyków z kirasjerami rosyjskimi na moście w Łazienkach

## Literatura
- Seweryn Goszczyński: Noc belwederska. Warszawa: W. Jakowicki, 1915, s. 32-33. OCLC 447370258.
- Juliusz Stanisław Harbut: Noc listopadowa w świetle i cieniach procesu przed Najwyższym Sądem Kryminalnym : (jeden z największych procesów politycznych w dziejach narodów). Warszawa: skł. gł. Książnica-Atlas, 1930, s. 244. OCLC 236235153.